# Stazione di Varna
La stazione di Varna (in tedesco Vahrn) è una fermata ferroviaria fuori servizio posta sulla linea Brennero-Verona. Serviva il centro abitato di Varna, in provincia di Bolzano.

## Storia
La fermata venne costruita ed attivata attorno al 1898 presso un preesistente casello ferroviario, allo scopo precipuo di servire adeguatamente il flusso di viaggiatori diretti ai vicini bagni termali di Scaleres. Vennero pertanto edificate tre piccole strutture in legno con tetto spiovente, atti ad ospitare biglietteria, dirigente movimento e sala d'attesa. Nel 1928 nelle vicinanze furono aggiunti due stabili atti ad ospitare alloggi per il personale ferroviario ed impianti di trasformazione elettrica, progettati dall'architetto Angiolo Mazzoni. Il patrimonio edilizio venne poi completato da un ulteriore edificio a piano singolo, ove venne stabilito il dopolavoro ferroviario.
Gli edifici di servizio, danneggiati dai bombardamenti durante la seconda guerra mondiale, vennero demoliti a metà degli anni 1970 per far spazio ad un nuovo stabile in muratura. Le imprese della zona sollecitarono inoltre il potenziamento dello scalo per il trasporto merci, salvo poi abbandonare il proposito a seguito dello sviluppo del traffico commerciale sull'autostrada del Brennero. La fermata di Varna rimase pertanto senza traffico, senza alcun treno che vi effettuasse fermata.

## Strutture e impianti
La fermata è dotata di due binari di transito. Il fabbricato costruito negli anni 1970 è adibito a deposito, mentre le abitazioni costruite da Mazzoni nel 1928 sono convertite in abitazioni private. Resta invece attivo il dopolavoro ferroviario.